# Greatest Hits (album Davida Graya)
Greatest Hits – kompilacyjny album brytyjskiego muzyka Davida Graya. Ukazał się 12 listopada 2007 w Wielkiej Brytanii i dzień później w Stanach Zjednoczonych.
Na wydawnictwie znalazły się utwory z wcześniejszych albumów studyjnych artysty, a także dwa zupełnie nowe utwory: "You're the World to Me" i "Destroyer".

## Lista utworów
| 1.  | "You're the World to Me" - 3:37 (napisał: Gray)      |  |
|     |                                                      |  |
| 2.  | "Babylon" (remix) - 3:38 (Gray)                      |  |
|     |                                                      |  |
| 3.  | "The One I Love" - 3:29 (Gray, McClune)              |  |
|     |                                                      |  |
| 4.  | "Please Forgive Me" - 5:35 (Gray)                    |  |
|     |                                                      |  |
| 5.  | "Be Mine" (remix) - 3:52 (Gray, McClune)             |  |
|     |                                                      |  |
| 6.  | "Hospital Food" - 4:44 (Gray, Malone)                |  |
|     |                                                      |  |
| 7.  | "This Year's Love" - 4:05 (Gray)                     |  |
|     |                                                      |  |
| 8.  | "Alibi" - 4:34 (Gray)                                |  |
|     |                                                      |  |
| 9.  | "Sail Away" - 5:15 (Gray)                            |  |
|     |                                                      |  |
| 10. | "Shine" (na żywo w Hammersmith Apollo) - 4:42 (Gray) |  |
|     |                                                      |  |
| 11. | "Caroline" - 3:39 (Gray)                             |  |
|     |                                                      |  |
| 12. | "The Other Side" - 4:29 (Gray)                       |  |
|     |                                                      |  |
| 13. | "Flame Turns Blue" - 4:51 (Gray)                     |  |
|     |                                                      |  |
| 14. | "Destroyer" - 3:18 (Gray)                            |  |
|     |                                                      |  |
Na wydaniu japońskim pojawiły się dwa utwory bonusowe:
| 15. | "Dead in the Water" - 3:07 (Gray)             |  |
|     |                                               |  |
| 16. | "Falling Down the Mountainside" - 4:50 (Gray) |  |
|     |                                               |  |